# Ronde van Slovenië 2016
De Ronde van Slovenië 2016 (Sloveens: "Dirka po Sloveniji 2016") werd verreden van donderdag 16 juni tot en met zondag 19 juni in Slovenië. Het was de 23e editie van de rittenkoers, die sinds 2005 deel uitmaakt van de UCI Europe Tour (categorie 2.1).

## Etappe-overzicht
| etappe | datum   | start – finish               | afstand  | type                | winnaar          | klassementsleider |
| ------ | ------- | ---------------------------- | -------- | ------------------- | ---------------- | ----------------- |
| 1e     | 16 juni | Ljubljana – Koper            | 177,8 km | Heuvelrit           | Jens Keukeleire  | Jens Keukeleire   |
| 2e     | 17 juni | Nova Gorica – Golte          | 217,2 km | Bergrit             | Rein Taaramäe    | Rein Taaramäe     |
| 3e     | 18 juni | Celje – Celjska koča         | 16,8 km  | Individuele tijdrit | Diego Ulissi     | Rein Taaramäe     |
| 4e     | 19 juni | Rogaška Slatina – Novo Mesto | 179,1 km | Heuvelrit           | Aleksandr Porsev | Rein Taaramäe     |

## Klassementsleiders
| Etappe      | Winnaar          | Algemeen        | Punten          | Berg          | Jongeren     | Ploegen                     |
| ----------- | ---------------- | --------------- | --------------- | ------------- | ------------ | --------------------------- |
| 1           | Jens Keukeleire  | Jens Keukeleire | Jens Keukeleire | Marek Čanecký | Lorenzo Rota | Lampre–Merida               |
| 2           | Rein Taaramäe    | Rein Taaramäe   | Jack Haig       | Jan Tratnik   | Egan Bernal  | Androni Giocattoli–Sidermec |
| 3           | Diego Ulissi     | Rein Taaramäe   | Jack Haig       | Jan Tratnik   | Egan Bernal  | Androni Giocattoli–Sidermec |
| 4           | Alexander Porsev | Rein Taaramäe   | Jack Haig       | Jan Tratnik   | Egan Bernal  | Androni Giocattoli–Sidermec |
| Eindstanden | Eindstanden      | Rein Taaramäe   | Jack Haig       | Jan Tratnik   | Egan Bernal  | Androni Giocattoli–Sidermec |

## Eindklassementen

### Algemeen klassement
| Ronde van Slovenië 2016 |                   |                             |           |
| Plaats                  | Naam              | Ploeg                       | Tijd      |
| Gele trui               | Rein Taaramäe     | Team Katjoesja              | 15u10'29" |
| 2                       | Jack Haig         | Orica-BikeExchange          | + 1' 42"  |
| 3                       | Jan Bárta         | Bora-Argon 18               | + 2' 38"  |
| 4                       | Egan Bernal       | Androni Giocattoli-Sidermec | + 2' 47"  |
| 5                       | Jure Golčer       | Adria Mobil                 | + 2' 48"  |
| 6                       | Eliot Lietaer     | Topsport Vlaanderen-Baloise | + 2' 57"  |
| 7                       | José Mendes       | Bora-Argon 18               | + 3' 00"  |
| 8                       | Pavel Kotsjetkov  | Team Katjoesja              | + 3' 14"  |
| 9                       | Janez Brajkovič   | Slovenië                    | + 3' 15"  |
| 10                      | Franco Pellizotti | Androni Giocattoli-Sidermec | + 3' 27"  |

### Puntenklassement
| Ronde van Slovenië 2016 |                  |                             |        |
| Plaats                  | Naam             | Ploeg                       | Punten |
| Rode trui               | Jack Haig        | Orica-BikeExchange          | 46     |
| 2                       | Preben Van Hecke | Topsport Vlaanderen-Baloise | 45     |
| 3                       | Rein Taaramäe    | Team Katjoesja              | 45     |

### Bergklassement
| Ronde van Slovenië 2016 |               |                |        |
| Plaats                  | Naam          | Ploeg          | Punten |
| Blauwe trui             | Jan Tratnik   | Amplatz-BMC    | 17     |
| 2                       | Diego Ulissi  | Lampre-Merida  | 16     |
| 3                       | Rein Taaramäe | Team Katjoesja | 12     |

### Jongerenklassement
| Ronde van Slovenië 2016 |               |                             |           |
| Plaats                  | Naam          | Ploeg                       | Tijd      |
| Witte trui              | Egan Bernal   | Androni Giocattoli-Sidermec | 15u13'16" |
| 2                       | Gianni Moscon | Team Sky                    | + 1' 17"  |
| 3                       | Lorenzo Rota  | Bardiani CSF                | + 2' 17"  |

1993 · 1994 · 1995 · 1996 · 1997 · 1998 · 1999 · 2000 · 2001 · 2002 · 2003 · 2004 · 2005 · 2006 · 2007 · 2008 · 2009 · 2010 · 2011 · 2012 · 2013 · 2014 · 2015 · 2016 · 2017 · 2018 · 2019 · 2020 · 2021 · 2022 · 2023 · 2024
Etappewedstrijden

 Ster van Bessèges · 
 Ronde van Valencia · 
 La Méditerranéenne · 
 Ronde van de Algarve · 
 Ruta del Sol · 
 Ronde van de Haut-Var · 
 Ronde van de Provence · 
 Driedaagse van West-Vlaanderen · 
 Internationale Wielerweek · 
 Internationaal Wegcriterium · 
 Driedaagse van De Panne-Koksijde · 
 Ronde van de Sarthe · 
 Ronde van Castilië en León · 
 Ronde van Trentino · 
 Ronde van Kroatië · 
 Ronde van Turkije · 
 Ronde van Yorkshire · 
 Ronde van Asturië · 
 Ronde van Azerbeidzjan · 
 Vierdaagse van Duinkerke · 
 Ronde van Madrid · 
 Ronde van Picardië · 
 Ronde van Cova da Beira · 
 Ronde van Noorwegen · 
 World Ports Classic · 
 Ronde van België · 
 Ronde van Estland · 
 Ronde van Luxemburg · 
 Boucles de la Mayenne · 
 Ster ZLM Toer · 
 Ronde van Slovenië · 
 Ronde van Oostenrijk · 
 Sibiu Cycling Tour · 
 Ronde van Rhône Alpes-Valromey · 
 Ronde van Wallonië · 
 Ronde van Denemarken · 
 Ronde van Portugal · 
 Ronde van Burgos · 
 Ronde van Gévaudan Languedoc-Roussillon · 
 Ronde van de Ain · 
 Ronde van Tsjechië · 
 Arctic Race of Norway · 
 Ronde van de Limousin · 
 Ronde van Poitou-Charentes · 
 Tour des Fjords · 
 Ronde van Groot-Brittannië · 
 Ronde van Toscane · 
 Eurométropole Tour
Eendaagse wedstrijden

 Trofeo Felanitx-Ses Salines-Campos-Porreres · 
 Trofeo Pollença-Port de Andratx · 
 Trofeo Serra de Tramuntana · 
 Trofeo Playa de Palma-Palma · 
 GP La Marseillaise · 
 Grote Prijs van de Etruskische Kust · 
 Ronde van Murcia · 
 Clásica de Almería · 
 Trofeo Laigueglia · 
 Omloop Het Nieuwsblad · 
 Classic Sud Ardèche · 
 GP Lugano · 
 Kuurne-Brussel-Kuurne · 
 La Drôme Classic · 
 Le Samyn · 
 Strade Bianche · 
 GP Industria & Artigianato · 
 Ronde van Drenthe · 
 Nokere Koerse · 
 GP Nobili Rubinetterie · 
 Handzame Classic · 
 Classic Loire-Atlantique · 
 Grote Prijs van Cholet-Pays de Loire · 
 Dwars door Vlaanderen · 
 Route Adélie de Vitré · 
 Grote Prijs Miguel Indurain · 
 Volta Limburg Classic · 
 Ronde van La Rioja · 
 Parijs-Camembert · 
 Scheldeprijs · 
 Klasika Primavera · 
 Brabantse Pijl · 
 GP Denain · 
 Ronde van de Finistère · 
 Ronde van de Apennijnen · 
 Tro-Bro Léon · 
 La Roue Tourangelle · 
 Rund um den Finanzplatz Eschborn-Frankfurt · 
 Velothon Wales · 
 Grote Prijs van de Somme · 
 Grote Prijs van Plumelec · 
 Boucles de l'Aulne  · 
 Velothon Berlin · 
 GP Kanton Aargau · 
 Ronde van Keulen · 
 Ronde van Limburg · 
 Velothon Copenhagen · 
 Halle-Ingooigem · 
 GP Cerami · 
 Velothon Stuttgart · 
 Prueba Villafranca de Ordizia · 
 Rad am Ring · 
 Circuito de Getxo · 
 RideLondon Classic · 
 Polynormande · 
 Dwars door het Hageland · 
 Arnhem-Veenendaal Classic · 
 GP Jef Scherens · 
 GP Stad Zottegem · 
 Druivenkoers Overijse · 
 Schaal Sels · 
 Brussels Cycling Classic · 
 GP Fourmies · 
 Velothon Stockholm · 
 Ronde van de Doubs · 
 GP van Wallonië · 
 Coppa Bernocchi · 
 Coppa Agostoni · 
 Kampioenschap van Vlaanderen · 
 Grote Prijs Impanis-Van Petegem · 
 Memorial Marco Pantani · 
 GP van Isbergues · 
 GP Industria & Commercio di Prato · 
 Coppa Sabatini · 
 Ronde van Emilia · 
 Duo Normand · 
 GP Beghelli · 
 Ronde van de Drie Valleien · 
 Milaan-Turijn · 
 Ronde van Piemonte · 
 Ronde van de Vendée · 
 Ronde van het Münsterland · 
 Binche-Chimay-Binche · 
 Parijs-Bourges · 
 Parijs-Tours · 
 Nationale Sluitingsprijs